# Modeleur de lumière
 (juillet 2018).
Si vous disposez d'ouvrages ou d'articles de référence ou si vous connaissez des sites web de qualité traitant du thème abordé ici, merci de compléter l'article en donnant les références utiles à sa vérifiabilité et en les liant à la section « Notes et références ».

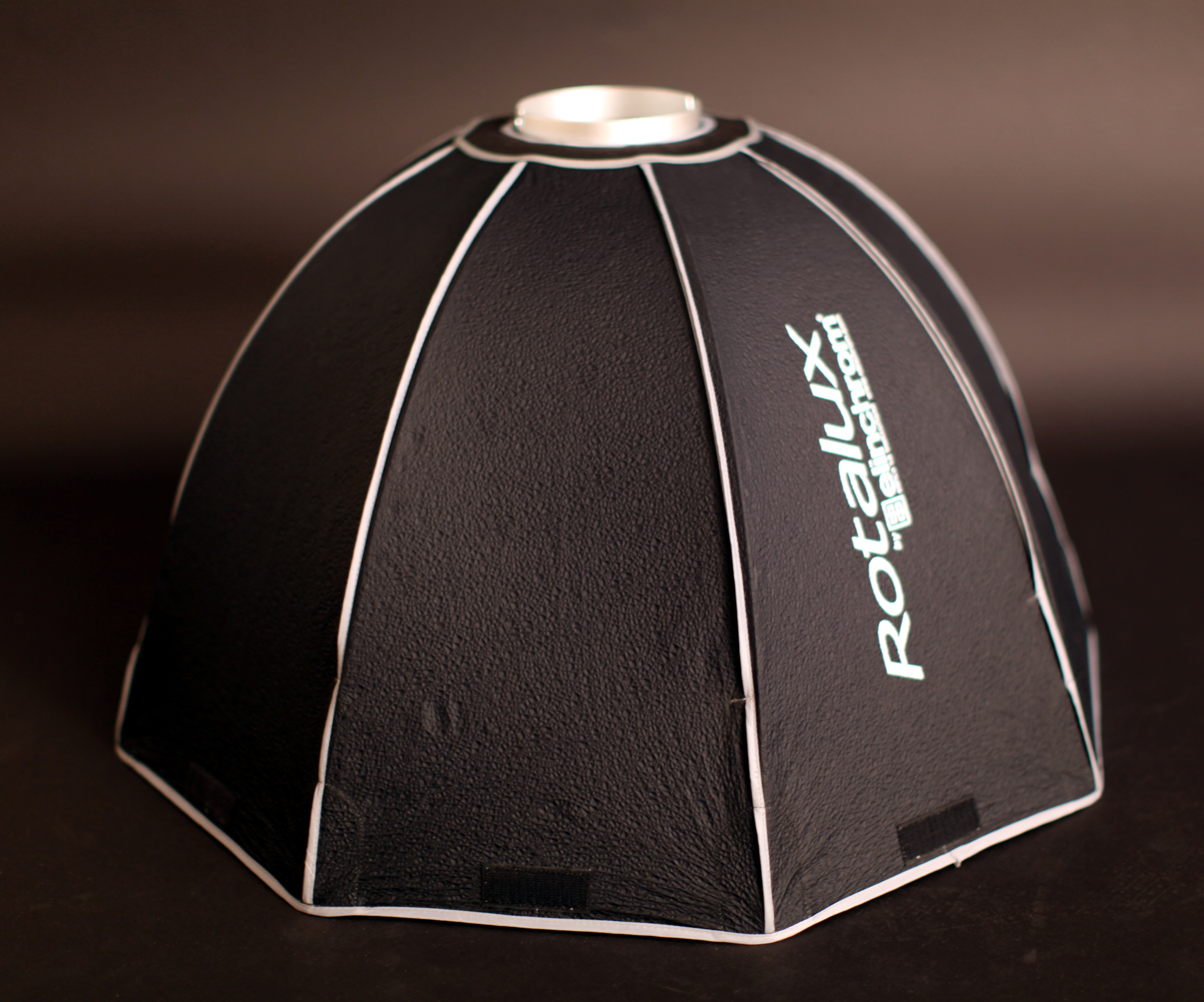
Un modeleur.

Un modeleur de lumière est, en photographie ou au cinéma, un grand réflecteur rond — de dimensions allant d'environ un mètre à plus de trois mètres de diamètre — assurant un éclairage diffus du sujet ou de l'objet de la prise de vue.
Plus grand qu'un bol lumière, il se distingue du parapluie : dans un modeleur, la source de lumière est au fond de celui-ci, alors que dans un parapluie elle en est éloignée.
Généralement utilisé en studio, il peut aussi être utilisé en extérieur.
Trois grands fabricants (entre autres) en proposent : Broncolor, Elinchrom et Profoto. 